# Dirk III (graaf)
Dirk III (circa 982 - 27 mei 1039), bijgenaamd Hierosolymita ("Jeruzalemganger"), was een Friese graaf (comes Fresonum). Hij was van 993 tot 1039 graaf van West-Frisia (waaruit het latere graafschap Holland zou ontstaan).

## Leven
Dirk III werd rond 982 geboren als oudste zoon van graaf Arnulf van Gent en diens echtgenote Lutgardis van Luxemburg (haar jongere zus Cunegonde van Luxemburg was getrouwd met de Rooms-Duitse koning Hendrik II).

### Het regentschap van Lutgardis (993 - 1005)
Toen zijn vader Arnulf in 993 sneuvelde, was Dirk III nog te jong om het bestuur van West-Frisia op zich te nemen, waarop zijn moeder Lutgardis van Luxemburg deze taken waarnam. In 1005 werd Dirk oud genoeg geacht om zelfstandig op te treden, desondanks maakte hij nog steeds dankbaar gebruik van de goede connecties van zijn moeder. Lutgardis riep de hulp in van haar zwager, de Duitse koning Hendrik II, om een opstand te onderdrukken. De koning vertrok vanuit Utrecht per schip met een leger naar West-Frisia en versloeg de opstandelingen.

### Het bewind van Dirk III (1005 - 1039)
Dirk III staat bekend als een energieke graaf. Tijdens zijn bewind slaagde Dirk erin zijn graafschap, dat aanvankelijk slechts bestond uit niet meer dan twee West-Friese gebieden (Kennemerland en Rijnland) uit te breiden richting het oosten met Neder-Maasland. Deze uitbreiding ging ten koste van het bisdom Utrecht. De uitbreiding bestond onder meer uit het gebied ten zuidoosten van Alphen, tussen Zwammerdam en Bodegraven. In 1017/1018 zou Dirk ook nog een oorlog tegen de Friezen in Westerlauwers Friesland (het huidige Friesland) hebben gevoerd.

#### Conflict met de keizer
Dirk was actief in de ontginning van moerassen door gronden te verpachten aan Friezen die ze in cultuur brachten, maar die wilde gronden werden door de bisschoppen van Utrecht als hun gebied beschouwd. Rond 1015 koloniseerde Dirk zo de Riederwaard. Bovendien bouwde hij een burcht in Vlaardingen, waarschijnlijk op de plek waar zich nu de Grote Kerk bevindt, waar het riviertje de Flarding (tegenwoordig de Vlaardingse haven) uitmondde in de Merwede (tegenwoordig de Nieuwe Maas). Vanuit die burcht dwong hij de kooplieden die langs kwamen varen, onderweg van Tiel naar Engeland en vice versa, om tol te betalen. Deze kooplieden én ook bisschop Adelbold van Utrecht riepen daarom de hulp in van de Duitse keizer Hendrik II. Koning Hendrik II was in 1014 tot keizer gekroond en gaf in 1018 zijn neef Dirk opdracht deze vesting te ontruimen. In plaats van zijn leenheer te gehoorzamen, verschanste Dirk zich op zijn burcht en de keizer kon nu niet anders dan een leger op hem af sturen. Dit leger, onder leiding van hertog Godfried de Kinderloze, bestond uit een vloot met troepen uit het Sticht Utrecht, het keurvorstendom Keulen en het bisdom Luik.

#### De veldslag in het moeras bij Vlaardingen (29 juli 1018)
Op 29 juli 1018 kwam het tot de Slag bij Vlaardingen. Het laatste stuk naar de burcht moest via land worden afgelegd, wat lastig ging omdat het gebied vol met sloten en dijken lag. Het duurde niet lang voor het leger van Godfried vastliep en noodgedwongen moest terugkeren naar hun schepen om een andere route te zoeken. Op de terugweg liep het leger echter in hinderlaag van de troepen van Dirk. Godfried maakte met zijn leger een tactische terugtrekkende beweging, waarop iemand uit het Friese kamp riep dat de voorste gelederen verslagen waren en de hertog op de vlucht sloeg. Hierop raakten de troepen van Godfried zo in paniek dat velen in volle wapenuitrusting de rivier in sprongen, in een poging de schepen te bereiken. Anderen kwamen vast te zitten in het moeras. Dirk maakte direct gebruik van de paniek en het machtige leger van de hertog werd volledig in de pan gehakt. Godfried werd hierbij gevangengenomen.

#### Keizersopvolging
Nadat de keizer in 1024 kinderloos overleed, steunde Dirk Koenraad II in diens strijd om de opvolging.

#### Pelgrimstocht naar Jeruzalem: Hierosolymita (ca. 1030)
In de 12e-eeuwse Annalen van Egmond staat Dirk III vermeld met de bijnaam Hierosolymita, de Jeruzalemganger. Dat duidt erop dat hij een pelgrimstocht naar het Heilige Land heeft gemaakt. Volgens de 14e-eeuwse geschiedschrijver Johannes de Beke ondernam Dirk zijn tocht rond het jaar 1030.

### Overlijden
Na het overlijden van Dirk III op 27 mei 1039, ging zijn vrouw terug naar Saksen, waar zij op 31 maart 1044 overleed. Dirk III is begraven in de Abdij van Egmond. Othilde werd begraven in Quedlinburg.

## Huwelijk en kinderen
Dirk III's vrouw was Othelhilde (ca. 985 - Quedlinburg, 9 maart 1043/1044). Over haar afkomst bestaat geen zekerheid. Als vader wordt wel Bernard I van Brandenburg, de markgraaf van de Noordmark genoemd. Als zij als een dochter van hertog Bernhard I van Saksen wordt genoemd, dan trouwde later haar zoon Floris met zijn volle nicht, wat in die tijd niet ongewoon was. 
Uit het huwelijk van Dirk met Othelhilde werden vier kinderen geboren:
- Dirk IV
- Floris I
- Bertrada, die trouwde met Diederik I van Katlenburg
- Swanhilde, die trouwde met Emmo van Loon

## Voorouders
| Voorouders van Dirk III van West-Frisia | Voorouders van Dirk III van West-Frisia                                        | Voorouders van Dirk III van West-Frisia                                        | Voorouders van Dirk III van West-Frisia                                        | Voorouders van Dirk III van West-Frisia                                        | Voorouders van Dirk III van West-Frisia                                  | Voorouders van Dirk III van West-Frisia                                  | Voorouders van Dirk III van West-Frisia                                  | Voorouders van Dirk III van West-Frisia                                  |
| --------------------------------------- | ------------------------------------------------------------------------------ | ------------------------------------------------------------------------------ | ------------------------------------------------------------------------------ | ------------------------------------------------------------------------------ | ------------------------------------------------------------------------ | ------------------------------------------------------------------------ | ------------------------------------------------------------------------ | ------------------------------------------------------------------------ |
| Overgrootouders                         | Dirk I bis (875 - 939) ∞ 928? Gerberga van Hamaland (912 -)                    | Dirk I bis (875 - 939) ∞ 928? Gerberga van Hamaland (912 -)                    | Arnulf I van Vlaanderen (889 - 965) ∞ 934 Aleidis van Vermandois (916 - 960)   | Arnulf I van Vlaanderen (889 - 965) ∞ 934 Aleidis van Vermandois (916 - 960)   | Wigerik (886 - 919) ∞ Kunigunde (890 - 940)                              | Wigerik (886 - 919) ∞ Kunigunde (890 - 940)                              | ? (-) ∞ ? (-)                                                            | ? (-) ∞ ? (-)                                                            |
| Grootouders                             | Dirk II van West-Frisia (932 - 988) ∞ 948 Hildegard van Vlaanderen (936 - 990) | Dirk II van West-Frisia (932 - 988) ∞ 948 Hildegard van Vlaanderen (936 - 990) | Dirk II van West-Frisia (932 - 988) ∞ 948 Hildegard van Vlaanderen (936 - 990) | Dirk II van West-Frisia (932 - 988) ∞ 948 Hildegard van Vlaanderen (936 - 990) | Siegfried van Luxemburg (922 - 998) ∞ 950 Hedwig van Nordgau (937 - 993) | Siegfried van Luxemburg (922 - 998) ∞ 950 Hedwig van Nordgau (937 - 993) | Siegfried van Luxemburg (922 - 998) ∞ 950 Hedwig van Nordgau (937 - 993) | Siegfried van Luxemburg (922 - 998) ∞ 950 Hedwig van Nordgau (937 - 993) |
| Ouders                                  | Arnulf van Gent (951 - 993) ∞ 980 Lutgardis van Luxemburg (960 - 1005)         | Arnulf van Gent (951 - 993) ∞ 980 Lutgardis van Luxemburg (960 - 1005)         | Arnulf van Gent (951 - 993) ∞ 980 Lutgardis van Luxemburg (960 - 1005)         | Arnulf van Gent (951 - 993) ∞ 980 Lutgardis van Luxemburg (960 - 1005)         | Arnulf van Gent (951 - 993) ∞ 980 Lutgardis van Luxemburg (960 - 1005)   | Arnulf van Gent (951 - 993) ∞ 980 Lutgardis van Luxemburg (960 - 1005)   | Arnulf van Gent (951 - 993) ∞ 980 Lutgardis van Luxemburg (960 - 1005)   | Arnulf van Gent (951 - 993) ∞ 980 Lutgardis van Luxemburg (960 - 1005)   |
| 'Dirk III (±982 - 1039)’                |                                                                                |                                                                                |                                                                                |                                                                                |                                                                          |                                                                          |                                                                          |                                                                          |

## Historische bronnen
- Reinerus, Vita Sancti Wolbodonis 15.
- Fulco van Kamerijk, Gesta episcoporum Cameracensium 19.
- Thietmar van Merseburg, Thietmari Chronicon VIII 27, 30.
- Rijmkroniek van Holland, 1280-1282 (geschreven aan het hof van graaf Floris V).